# کوه کوبو
کُوبُو یاما (به ژاپنی: 弘法山 Kōbō-yama) در استان کاناگاوا (神奈川県) و نزدیک شهر هادانُوشی (秦野市) قرار دارد. ارتفاع این کوه ۲۳۵ متر است. این کوه یکی از پنجاه منطقهٔ برگزیدهٔ خوش منظره و یکی از صد منطقه پرگل در استان کاناگاوا است.  

## مسیر راهپیمایی
- خط اوداکیو-اوداوارا، ایستگاه قطار هادانو 秦野駅 بعد از خارج شدن از در شمالی این ایستگاه، کوه کوبو کاملاً پیداست. نخست باید به طرف رودخانهٔ میزوناشی رفت و به سمت راست حرکت کرد و پس از طی صد متر از روی پل توکیوا رد شد. سپس دوباره به طرف راست راه را ادامه داده تا به اولین چراغ راهنمایی رسید، سپس راه را بطرف چپ ادامه داده تا چهارراه کاواراماچی . بعد از رد شدن از این چهارراه به فاصلهٔ کمی از چهارراه در یک تابلوی بسیار بزرگ راه ورودی به کوه کوبو نشان داده شده‌است. از ایستگاه تا این محل ۲۰ دقیقه پیاده طول می‌کشد. راه ورودی در پشت و طرف چپ این تابلوی راهنما است. مسیر در ابتدا دارای پله‌هایی با شیب نسبتاً تند است ولی کم کم راه هموار می‌شود. بعد از طی ۲۰ دقیقه قله کوه سنگن است و بعد از در حدود ۳۵ دقیقه به قله کوه کوبو می‌رسیم. آخر این مسیر به ایستگاه تسوروماکی-اونسن 鶴巻温泉駅 در خط اوداکیو-اوداوارا ختم می‌شود و طول آن ۷ کیلومتر است. طی کردن مسیر به طور متوسط ۲ ساعت و ۴۰ دقیقه زمان می‌برد. [۲]

- خط اوداکیو-اوداوارا، ایستگاه توکائی دائیگاکومائه 東海大学前駅.

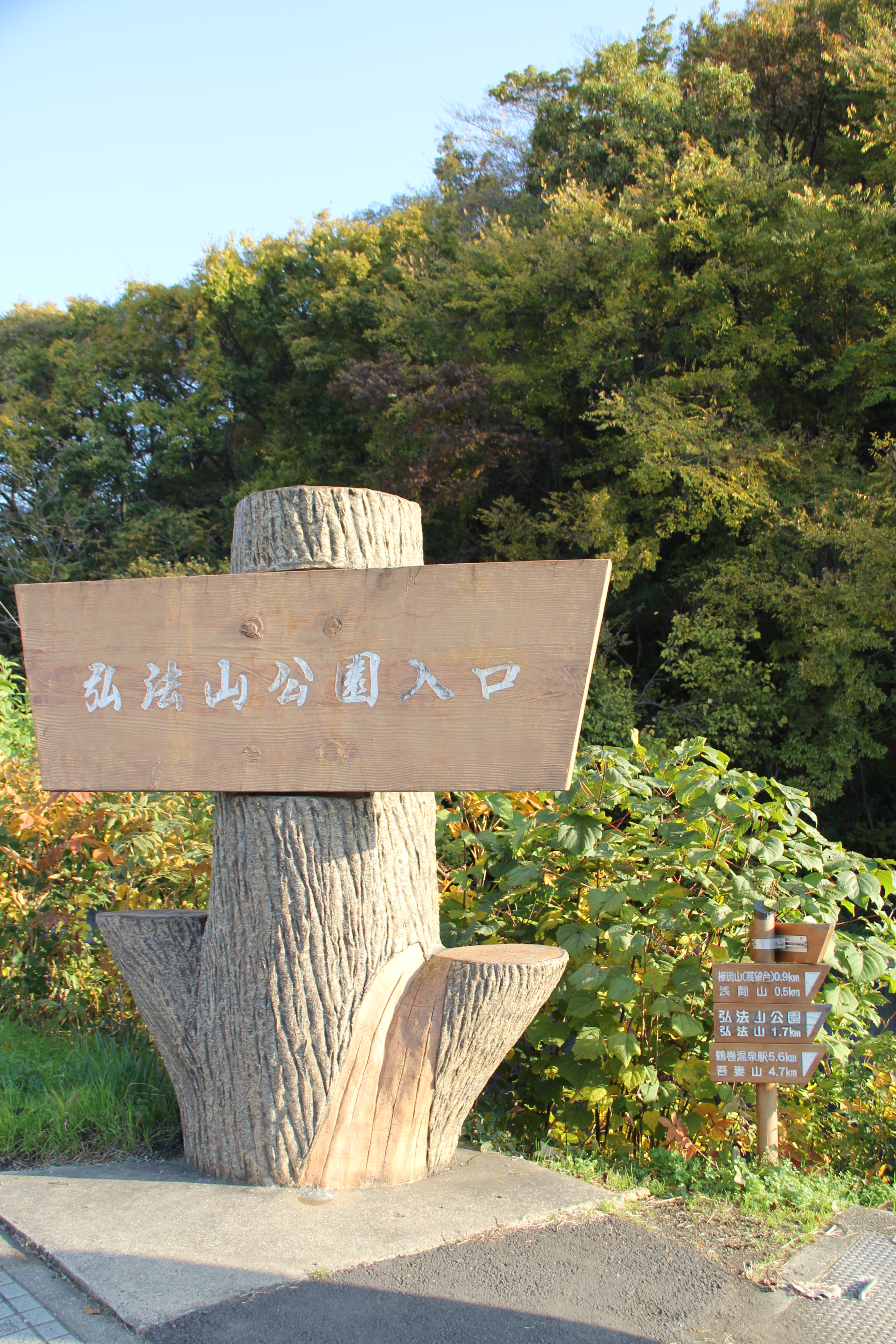
تابلوی راهنمای ورودی به کوه در ایستگاه هادانو
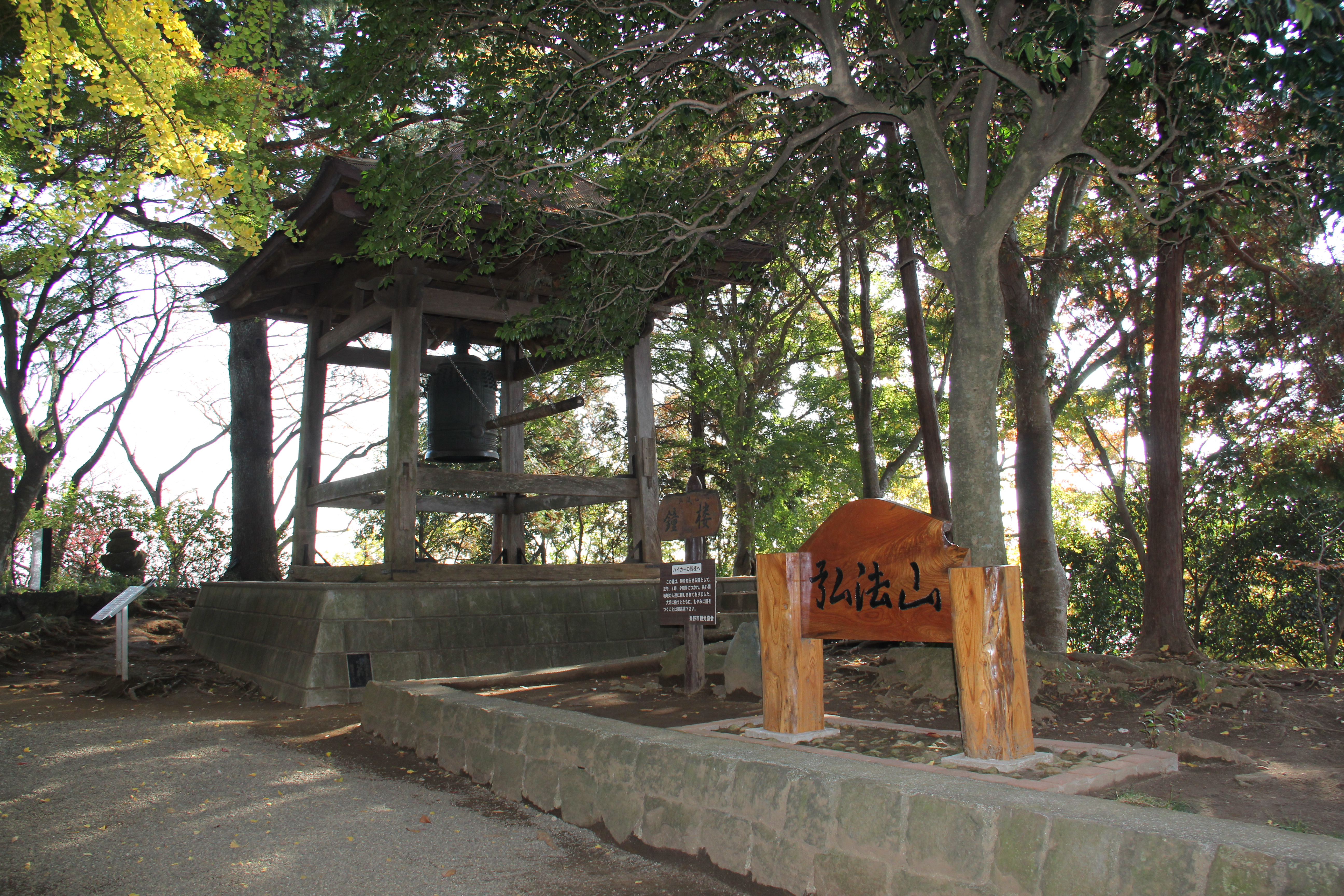
قلهٔ کوه کوبو
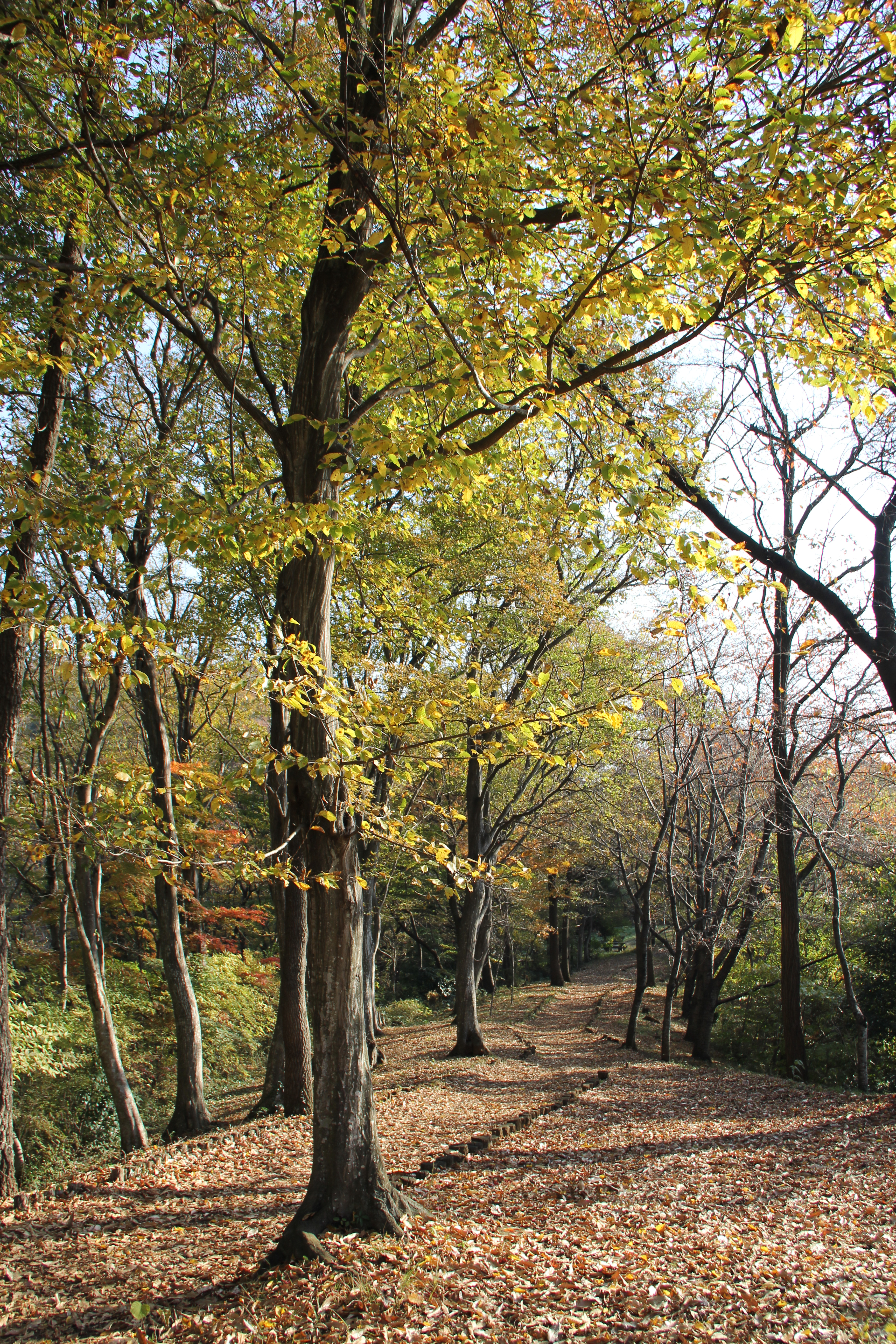
راه کوهستانی در کوه کوبو در پاییز
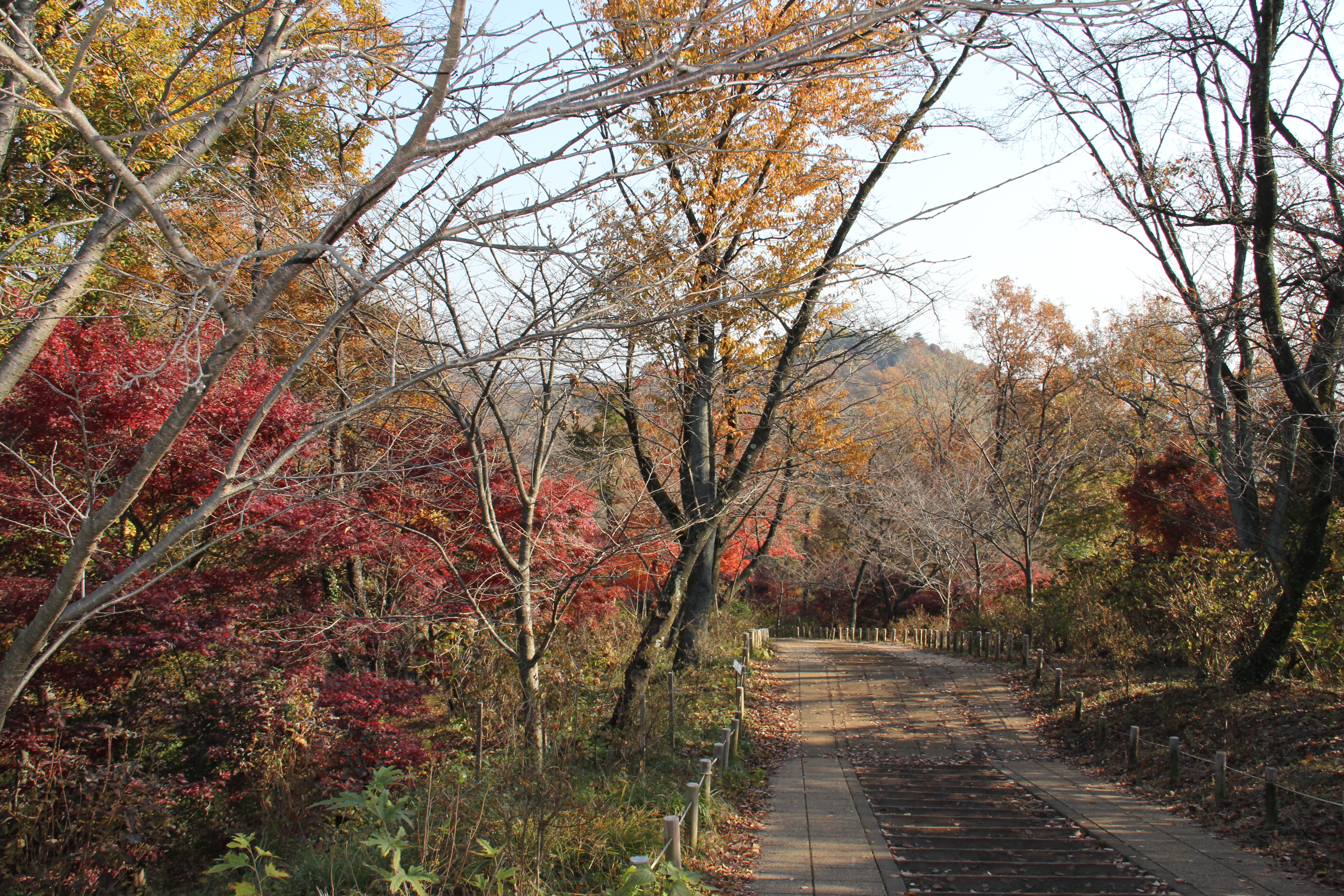
مسیر راهپیمایی در کوه کوبو